# Шлепаков, Арнольд Николаевич
Арно́льд Никола́евич Шлепако́в (16 июня 1930, Винница — 2 июня 1996, Киев) — советский и украинский историк и политолог. Доктор исторических наук (1966), профессор (1970), действительный член Академии наук УССР с 1982 года (с 1991 — НАН Украины, с 1994 — НАН Украины). Заслуженный деятель науки и техники Украины (1995).

## Биография
Сын философа Николая Шлепакова.
В 1952 году окончил факультет международных отношений Киевского университета. В 1955 году защитил кандидатскую диссертацию «Воссоединение украинского народа в едином Украинском Советском государстве — выдающаяся победа внешней политики СССР».
С 1955 года научный сотрудник, с 1969 года — заведующий отделом новой и новейшей истории Института истории АН УССР. В 1966 году защитил докторскую диссертацию «Иммиграция и американский рабочий класс в эпоху империализма». С 1970 года — профессор Киевского университета, в 1971—1978 годах — заместитель директора Института истории. В 1978 году создал и возглавил Институт социальных и экономических проблем зарубежных стран.
С 1967 года Шлепаков работал как эксперт ЮНЕСКО в области международной эмиграции. Член редколлегии «Украинского исторического журнала», председатель редколлегии 10-томной «Истории УССР». Шлепаков возглавлял научный совет АН Украины «История международного рабочего и национально-освободительного движения».
Автор труда «Украинская трудовая эмиграция в США и Канаде. Конец XIX — начало XX вв.» (1960).
Награждён орденом «Знак Почёта» (13.06.1980).

## Ссылка
- Шлепаков, Арнольд Николаевич